# Дорога национального значения № 24
Дорога национального значения №24 (яп. 国道24号 Kokudō nijūyon-gō) — дорога национального значения, соединяющая города Киото и Вакаяма в Японии.

## Данные дороги
- Длина: 130,3 км (87,2 миль)
- Начало: Киото (начинается на пересечении с дорогами 1, 8 и 9)
- Назначение: Вакаяма (заканчивается на перекрестке с дорогами 26 и 42)
- Крупные города: Удзи, Нара, Тэнри, Касихара, Яматотакада, Годзё, Хасимото, Иваде

## История
- С 4 декабря 1952 года — Национальное шоссе первого класса 24 (от Киото до Вакаяма)
- С 1 апреля 1965 года — Генеральное национальное шоссе 24 (от Киото до Вакаяма)

## Пересекается с
- Префектура Киото
- Префектура Нара
- Префектура Вакаяма